# Momir Lucić
Momir Lucić es un deportista yugoslavo que compitió en judo. Ganó una medalla de bronce en el Campeonato Europeo de Judo de 1976, en la categoría de +93 kg.

## Palmarés internacional
| Campeonato Europeo | Campeonato Europeo | Campeonato Europeo | Campeonato Europeo |
| Año                | Lugar              | Medalla            | Categoría          |
| ------------------ | ------------------ | ------------------ | ------------------ |
| 1976               | Kiev (URSS)        | Medalla de bronce  | +93 kg             |